# Akaki Cereteli
Akaki Rostomowicz Cereteli (gruz. აკაკი წერეთელი; ur. 9 czerwca 1840 we wsi Schwitori w Imeretii, zm. 26 stycznia 1915 w Saczchere) – gruziński poeta, prozaik i publicysta, uchodzący za twórcę współczesnego gruzińskiego języka literackiego; działacz gruzińskiego ruchu narodowowyzwoleńczego.

## Wczesne życie i edukacja
Cereteli urodził się 9 czerwca 1840 roku we wsi Schwitori w regionie Imereti w zachodniej Gruzji, pochodził z arystokratycznego rodu książęcego. 
Ukończył gimnazjum w Kutaisi (1852) oraz Wydział Języków Wschodnich na uniwersytecie w Petersburgu (1863).
Bliski przyjaciel księcia Ilii Czawczawadze, postępowego gruzińskiego intelektualisty i przywódcy ruchu niepodległościowego walczącego z caratem o suwerenność Gruzji.
Cereteli jest autorem poematów historycznych, patriotycznych, lirycznych i satyrycznych; humorystycznych opowiadań oraz biograficznych powieści. Najbardziej znanym utworem pisarza jest jednak pieśń Suliko.
Pochowany na Panteonie Mtacminda w Tbilisi.